# Lori muntanyenc gros
El lori muntanyenc gros (Neopsittacus musschenbroekii) és una espècie d'ocell de la família dels psitàcids que habita els boscos de muntanya de Nova Guinea.